# Ala ad-Din Muhammad
Pour les articles homonymes, voir `Alâ' ad-Dîn Muhammad et `Alâ' ad-Dîn.
Ala ad-Din Muhammad est le souverain du Khwarezm, de la dynastie turque iranisée des  Khwârazm-Shahs, de 1200 à 1220. Il est le fils d'Ala ad-Din Tekish et de la princesse kiptchake Terken Khatoun.

## Biographie
Ala ad-Din Muhammad est le fils d'Ala ad-Din Tekish et succède à sa mort en 1200. Il continue sa politique étrangère à l'égard des voisins puissants. Il noue de multiples alliances temporaires avec les tribus nomades tels que les Kara-Khitans et les Qarakhanides afin de mener à bien son premier conflit contre le sultan ghuride Muhammad Ghori. L'intervention militaire des tribus nomades lui permet une victoire décisive en 1204. Après la mort du sultan ghuride, son État se dissout et de nombreuses grandes villes intègrent le Khwarezm.
Après l'annexion de Boukhara en 1207, l'armée Kara-Khitan se confronte aux troupes khwarezmiennes. Les sources n'établissent pas l'origine du conflit. Ala ad-Din Muhammad est fait prisonnier en 1207, mais parvient à s'enfuir. Après plusieurs échecs, incluant l'occupation de Samarkand, il parvient à défaire l'armée kara-khitane en 1210. À la suite de cette bataille décisive, il se nomme « Iskandar-i Sani » (le second Alexandre le Grand). Le conflit avec le Kara-Khitan prend fin en 1211 lorsque Kütchlüg renverse le Gurkhan (en).
En 1212, il reprend Samarkand et l'annexe, mettant fin au dernier sultan Qarakhanides. Il étend le contrôle sur les territoires sous son influence également par voie diplomatique, comme en 1210 par l'annexion du Mazandaran qui lui est jusque-là sujet. En 1215, il envahit la ville Kerman, l'amenant à annexer ensuite le Baloutchistan et le Makran.
Il parvient également à conquérir la région du Fars, soumettre les atabegs d'Azerbaïdjan et achever l'annexion des dernières régions de l'Irak perse (en). Cette dernière région provoque le calife An-Nasir qui entre en conflit afin d'obtenir le contrôle sur Bagdad. La campagne militaire n'aboutit pas et, en 1217, Ala ad-Din Muhammad fait rebrousser chemin à son armée.
Sur le plan de la politique intérieure, il semble déléguer de nombreuses tâches à sa mère Terken Khatun qui possède ses propres terres, ses finances ainsi qu'un contrôle élevé sur la capitale Kounia-Ourguentch. Ala ad-Din Muhammad exerce, quant à lui, son pouvoir depuis Samarcande. De nombreux fonctionnaires et militaires sont d'abord nommés par sa mère, ce qui retire à Ala ad-Din Muhammad un pouvoir décisionnaire.
Soucieux d'étendre ses possessions vers l'ouest, il conclut en 1218 un accord avec Gengis Khan : Ala al-Din Muhammad serait maître de l'Occident, Gengis Khan maître de l'Orient. Or, en cette même année 1218, l'accord à peine conclu, une caravane de marchands musulmans venus de Mongolie (450 hommes et 500 chameaux environ) est arrêtée à Otrar aux frontières du Khwarezm et ses hommes sont massacrés. Gengis Khan envoie trois ambassadeurs pour demander réparation : l'un est mis à mort, les deux autres renvoyés avec le crâne rasé. Gengis Khan ne peut supporter ni ce défi ni cette humiliation et rassemble une immense armée de cavaliers.
En 1220, les Mongols de Gengis Khan brûlent et rasent Boukhara (16 février 1220), Samarkand (mars) et Hérat. Ögödei, Djaghataï et Djötchi prennent Gourgandj, la capitale du Khwarezm. Ils détruisent les digues de l’Amou-Daria pour submerger la ville et en massacrent la population. Muhammad Chah, à peu près inerte depuis le début de l'offensive, incapable de réunir ses forces divisées entre les féodaux, est pris de panique et s’enfuit à Ray (actuelle Téhéran), puis à Hamadan. Les généraux mongols Djebé et Subutay le poursuivent avec 20 000 hommes, mais perdent sa trace en Iran. Il meurt peu après d’une pneumonie dans une île de la Caspienne non loin de Abaskun en décembre 1220. Son fils Djalal ad-Din Mengü Berti regroupe ses forces à Ghaznî où Gengis Khan le poursuit (1221).
Les victoires des Mongols face aux armées organisées du Khwarezm s’expliquent par le démembrement féodal de ce dernier, ainsi que par la terreur qu’inspirent les envahisseurs auprès des populations. Pour prendre les villes, les Mongols utilisent les prisonniers. Ils contraignent les populations soumises à démolir les murs et à combler les fossés des forteresses. Ils les utilisent pour combler les fossés et les pièges creusés par les défenseurs ; ils les chassent devant les armes des Khwarezmiens, jusqu’à ce que les corps tombés aient empli les fossés. Un autre stratagème consiste à habiller les prisonniers en vêtements mongols et à les contraindre à participer au siège des villes et des forteresses. Enfin, depuis les campagnes contre la Chine, l’armée mongole dispose de béliers et de trébuchets (ou mangonneaux, ou catapultes).